# James Bond
James Bond è un personaggio immaginario creato nel 1953 dallo scrittore britannico Ian Fleming, poi reso universalmente famoso dai film ispirati ai libri dei quali è protagonista (dodici romanzi e due raccolte di storie): colto e raffinato agente segreto del controspionaggio inglese, già comandante della Marina Militare, Bond ha come numero identificativo 007, dove il doppio zero indica che ha "licenza di uccidere".
Il successo del personaggio ha fatto sì che, dopo la morte di Fleming nel 1964, vari scrittori - Kingsley Amis, Christopher Wood, John Edmund Gardner, Raymond Benson, Sebastian Faulks, Jeffery Deaver, William Boyd e Anthony Horowitz - abbiano continuato a creare storie su James Bond.
In origine questa spia britannica si sarebbe dovuta chiamare James Secretan, poi Fleming, che cercava un nome semplice, fu colpito da quello dell'autore di un libro di ornitologia che aveva fra le mani: James Bond appunto.
I film "ufficiali" con le avventure di James Bond sono prodotti dalla EON Productions Ltd. sotto la supervisione prima di Harry Saltzman e Albert Broccoli, poi dei figli di quest'ultimo, Barbara Broccoli e Michael G. Wilson: sono caratterizzati da un tema musicale memorabile (di Monty Norman), canzoni a tema (di John Barry i primi dodici) interpretate dai maggiori cantanti del momento su titoli di testa sempre molto originali. I film hanno colpito subito gli spettatori per gli scenari esotici dove il protagonista agisce spostandosi da un continente all'altro, le sue sfide estreme con il nemico di turno, le auto fantasiosamente accessoriate per difendersi e attaccare, le armi e i gadget da missione che gli fornisce Q, nonché le donne sempre bellissime che seduce, e che per questo sono chiamate Bond girl dalla critica e dal pubblico.
Nel 2025 la EON ha annunciato il passaggio del controllo creativo del personaggio James Bond a Amazon Prime. Il patron di Amazon Jeff Bezos ha lanciato sui social un sondaggio su chi debba impersonare l'agente segreto nel prossimo film, dopo la fine dell'era Craig. I fratelli Broccoli e Wilson rimarranno detentori della sola proprietà intellettuale.
In attesa di scegliere il protagonista del 26° capitolo, nell'estate 2025 Amazon MGM Studios ha ingaggiato lo sceneggiatore e regista Steven Knight per scrivere il film, che sarà diretto da Denis Villeneuve e che nei piani della produzione dovrebbe uscire in sala nel 2028.

## Biografia
(Presentazione di 007 in ogni film.)
Sebbene il personaggio di James Bond sia una figura letteraria di pura fantasia, il suo creatore Ian Fleming ne scrive un'accurata biografia nel capitolo 21 di Si vive solo due volte, il suo penultimo romanzo, per mezzo di un appassionato necrologio scritto dall'ammiraglio Miles Messervy, altrimenti noto come M, direttore del Secret Intelligence Service (SIS). Altri riferimenti possono essere tratti dai romanzi e racconti dei successori di Fleming.
James Bond nasce da genitori borghesi, Andrew Bond di Glencoe, scozzese, e Monique Delacroix, svizzera-francese del cantone di Vaud. Il padre è rappresentante all'estero della ditta Vickers e pertanto la prima educazione di Bond si svolge all'estero, dove apprende perfettamente la lingua francese e quella tedesca. Bond ha undici anni quando i suoi genitori rimangono uccisi in un incidente alpinistico a Chamonix. Il giovane Bond viene allevato da Charmian Bond, una zia, in un villaggio vicino a Canterbury, Kent, dove quest'ultima ne cura l'educazione fino a fargli raggiungere una preparazione tale da farlo entrare a Eton, dove il padre lo aveva iscritto dalla nascita, già in adolescenza. Dopo soli due anni Bond viene espulso a causa di una relazione con una cameriera. La zia riesce allora a iscriverlo a Fettes, scuola del padre, dove il giovane raggiunge risultati eccellenti, sia scolasticamente sia nel campo dello sport, fortemente incentivato dalla scuola. Sebbene incline alla solitudine, Bond riesce a crearsi solide amicizie nei circoli sportivi tradizionali della scuola. Secondo John Pearson e stando a un'allusione di Fleming in Dalla Russia con amore, Bond ha anche studiato per un certo tempo all'Università di Ginevra.
Terminati gli studi, nel 1941, all'età di diciassette anni, si dichiara più vecchio di due anni ed entra in quello che sarebbe poi divenuto il Ministero della difesa, grazie all'aiuto di un amico del defunto padre. Gli viene accordato il grado di tenente di vascello del Servizio Speciale del Royal Naval Reserve e termina la guerra con il grado di capitano di fregata in virtù dei suoi servizi soddisfacenti. Classificato prima con il numero 7777 e poi come 007, lavora a Hong Kong e in Giamaica prima della missione al Casino Royale. Qui Bond vince la partita contro l'agente sovietico Le Chiffre, ma le esperienze che seguono sono così drammatiche che inducono Bond a dubitare delle proprie certezze.
Dopo anni di lotta contro la SMERSH, il reparto eliminazioni del KGB responsabile di aver indotto al suicidio l'amata Vesper Lynd, Bond vede nascere nuovi nemici, uno su tutti Ernst Stavro Blofeld e la sua SPECTRE, che uccidono Tracy Di Vicenzo, la moglie, poco dopo le nozze. Sconvolto e depresso Bond cerca vendetta e, durante una missione in Giappone, la ottiene. Rimane però vittima di un'amnesia e resta per qualche tempo in un'isoletta del Giappone con l'amante Kissy Suzuki, che rimane incinta a sua insaputa, mentre a Londra è dato per morto.
Riappare dal suo capo un anno dopo e tenta di ucciderlo. Si scopre che era stato sottoposto a lavaggio del cervello dai sovietici. M, che si fida di lui, lotta per rimetterlo in forma e lo spedisce a uccidere "l'uomo dalla pistola d'oro". Bond torna totalmente ristabilito. Dopo varie missioni l'agente svizzero "Flicka" Von Grusse, una donna che non dimenticherà, e dopo aver per breve tempo assunto il comando di una sezione speciale del SIS, Bond torna nel suo pieno vigore negli anni novanta. Nel mondo reale sarebbe un florido settantenne che affronta nuove missioni e nuovi nemici come l'Unione di Le Gérant, l'erede della SPECTRE, che arriva perfino a farlo dubitare della sua stessa innocenza, e nuovi alleati come Barbara Mawdsley, la nuova M, che diventerà per lui figura guida come era stato l'ammiraglio Messervy.

## Romanzi

### Ian Fleming
Nel 1952 Ian Fleming, fresco sposo della contessa Anne Geraldine Rothermere Charteris, per "sconfiggere la noia della vita coniugale" si mette al lavoro del primo romanzo di una serie destinata a rivoluzionare il mondo del cinema e della letteratura. Si tratta di Casino Royale che sarà pubblicato l'anno successivo e che introduce l'agente segreto britannico per antonomasia: James Bond.
Il nome "James Bond" fu preso in prestito da una persona vivente; James Bond era un ornitologo americano del quale Fleming, appassionato di bird watching, possedeva un libro. Un'altra versione sostiene invece che Bond soggiornò per un periodo in Giamaica vicino a Fleming, che gli "rubò" così il nome per il personaggio. Da allora, con cadenza annuale, dedicherà il periodo del suo soggiorno nella villa GoldenEye in Giamaica alla stesura di un nuovo romanzo della serie. Alla fine la sua opera sarà composta da dodici romanzi e due raccolte di racconti.
| Anno | Titolo italiano                                      | Titolo originale                   | Note |
| ---- | ---------------------------------------------------- | ---------------------------------- | --- |
| 1953 | Casino Royale / La benda nera                        | Casino Royale                      | |
| 1954 | Vivi e lascia morire                                 | Live and Let Die                   | |
| 1955 | Moonraker: il grande slam della morte                | Moonraker                          | |
| 1956 | Una cascata di diamanti / I diamanti sono per sempre | Diamonds are Forever               | |
| 1957 | Dalla Russia con amore                               | From Russia With Love              | |
| 1958 | Licenza di uccidere / Il Dottor No                   | Dr. No                             | |
| 1959 | Missione Goldfinger / Goldfinger                     | Goldfinger                         | |
| 1960 | Solo per i tuoi occhi                                | For Your Eyes Only                 | Serie di racconti: - From a View To a Kill (Paesaggio e morte) - For Your Eyes Only (Solo per i tuoi occhi) - Quantum of Solace (Un quantum di sicurezza) - Risiko (Rischio) - The Hildebrand Rarity (La rarità Hildebrand) |
| 1961 | Operazione tuono / Thunderball                       | Thunderball                        | |
| 1962 | La spia che mi amava                                 | The Spy Who Loved Me               | |
| 1963 | Al servizio segreto di sua maestà/Servizio segreto   | On Her Majesty's Secret Service    | |
| 1963 | 007 a New York                                       | 007 in New York                    | Racconto comparso nella raccolta Thrilling Cities |
| 1964 | Si vive solo due volte                               | You Only Live Twice                | |
| 1965 | L'uomo dalla pistola d'oro                           | The Man With The Golden Gun        | Pubblicato postumo |
| 1966 | Octopussy                                            | Octopussy and The Living Daylights | Pubblicato postumo. Serie di racconti: - Octopussy (Octopussy) - The Property Of a Lady (Di proprietà di una signora) - The Living Daylights (Il lume dell'intelletto)                                                      |

### Robert Markham
Alla morte di Ian Fleming la Glidrose, casa di produzione da lui fondata, decide di affidare la stesura di un nuovo romanzo a un rinomato scrittore britannico appassionato della saga e amico personale dell'autore. Si tratta di Kingsley Amis che firma l'opera con lo pseudonimo di Robert Markham. L'esperimento ha prodotto un solo romanzo di pregevole fattura.
| Anno | Titolo italiano   | Titolo originale | Note |
| ---- | ----------------- | ---------------- | ---- |
| 1968 | Il colonnello Sun | Colonel Sun      |      |

### John Pearson
Nel 1973 John Pearson, biografo ufficiale di Ian Fleming, pubblica una biografia su 007 basata sugli elementi dei romanzi. Alla fine si tratta di un'opera intrigante e ben realizzata che entra a pieno titolo, con l'approvazione della Glidrose stessa, nella saga letteraria.
| Anno | Titolo italiano                 | Titolo originale                | Note |
| ---- | ------------------------------- | ------------------------------- | ---- |
| 1973 | La biografia autorizzata di 007 | The Authorized Biography of 007 |      |

### Christopher Wood
Negli anni settanta le sceneggiature dei film si discostano talmente dai plot di Ian Fleming che la Glidrose decide di provare a tornare sul mercato con dei libri che riportino le trasposizioni letterarie dei film (tie in). Per questa attività è scelto Christopher Wood, lo stesso sceneggiatore, che porta alle stampe due libri contemporaneamente all'uscita dei film.
| Anno | Titolo italiano                  | Titolo originale                 | Note                                                          |
| ---- | -------------------------------- | -------------------------------- | ------------------------------------------------------------- |
| 1977 | Agente 007, la spia che mi amava | James Bond, The Spy Who Loved Me | Trasposizione letteraria della sceneggiatura del film omonimo |
| 1979 | Moonraker, operazione spazio     | James Bond and Moonraker         | Trasposizione letteraria della sceneggiatura del film omonimo |

### John Edmund Gardner
Gli anni ottanta segnano la rinascita della saga letteraria. La Glidrose sceglie John Edmund Gardner: un romanziere con rinomata esperienza in gialli e spy story. I primi romanzi della sua serie di sedici libri diventano dei best seller. Negli ultimi però fatica sempre più a tenere alto il livello qualitativo che scade nettamente.
| Anno | Titolo italiano             | Titolo originale        | Note |
| ---- | --------------------------- | ----------------------- | --- |
| 1981 | Rinnovo di licenza          | License Renewed         | _ |
| 1982 | Per servizi speciali        | For Special Services    | _ |
| 1983 | Nella morsa di ghiaccio     | Icebreaker              | |
| 1984 | Ruolo d'onore               | Role of Honour          | |
| 1986 | Nessuno vive per sempre     | Nobody Lives Forever    | _ |
| 1987 | Senza tregua                | No Deals, Mr. Bond      | _ |
| 1988 | Operazione Scorpius         | Scorpius                | _ |
| 1989 | Operazione Invincible       | Win, Lose or Die        | _ |
| 1989 | Vendetta Privata            | License To Kill         | Trasposizione letteraria della sceneggiatura del film omonimo                                                      |
| 1990 | Scatole cinesi              | Brokenclaw              | |
| 1991 | Operazione Barbarossa       | The Man From Barbarossa | |
| 1992 | Niente è per sempre         | Death is Forever        | |
| 1993 | Niente fiori per James Bond | Never Send Flowers      | |
| 1994 | Mai giocare col fuoco       | SeaFire                 | |
| 1995 | Goldeneye                   | GoldenEye               | Trasposizione letteraria della sceneggiatura del film omonimo                                                      |
| 1996 | Missione COLD               | COLD                    | Il romanzo si svolge in gran parte anche in Italia, tra Pisa, Torre del lago, il Lago di Massaciuccoli e Viareggio |

### Raymond Benson
Per vivacizzare la saga la Glidrose si affida a Raymond Benson, un programmatore di videogiochi, molto appassionato di 007, che negli anni ottanta aveva pubblicato un saggio sul personaggio. Dal punto di vista qualitativo si rivela un'ottima scelta e alla fine l'autore texano dà alle stampe nove romanzi e tre racconti. Durante la sua produzione nel 1999 la casa editrice cambia nome e Tempo di uccidere sarà il primo romanzo curato dalla Ian Fleming Publications.
| Anno | Titolo italiano                    | Titolo originale            | Note                                                          |
| ---- | ---------------------------------- | --------------------------- | ------------------------------------------------------------- |
| 1996 | La morte viene dal passato         | Blast From The Past         | Racconto                                                      |
| 1997 | Conto alla rovescia                | Zero Minus Ten              |                                                               |
| 1997 | Il domani non muore mai            | Tomorrow Never Dies         | Trasposizione letteraria della sceneggiatura del film omonimo |
| 1998 | Obiettivo Decada                   | The Facts Of Death          |                                                               |
| 1999 | Tempo di uccidere                  | High Time To Kill           |                                                               |
| 1999 | Morte in Una Notte di Mezza Estate | Midsummer Night's Doom      | Racconto (rivista "Playboy" Usa)                              |
| 1999 | Omicidio in diretta                | Live at Five                | Racconto                                                      |
| 1999 | Il mondo non basta                 | The World Is Not Enough     | Trasposizione letteraria della sceneggiatura del film omonimo |
| 2000 | Doppio gioco                       | Doubleshot                  |                                                               |
| 2001 | I sogni non uccidono               | Never Dream Of Dying        | ripubblicato nel 2008 con il titolo "Mai sognare di morire"   |
| 2002 | L'uomo dal tatuaggio rosso         | The Man With The Red Tattoo |                                                               |
| 2002 | La morte può attendere             | Die Another Day             | Trasposizione letteraria della sceneggiatura del film omonimo |

### Sebastian Faulks
Per celebrare il centenario della nascita dell'autore che inventò 007 la Ian Fleming Publications ha realizzato un romanzo pubblicato proprio nel giorno del compleanno: il 28 maggio 2008. Dopo un lungo periodo in cui si sono rincorse le voci su possibili autori, nel luglio 2007 è stata sciolta la riserva ed è stato comunicato al mondo il nome dell'autore: Sebastian Faulks. Il titolo del libro è Non c'è tempo per morire (Devil May Care).
| Anno | Titolo italiano          | Titolo originale | Note                                                              |
| ---- | ------------------------ | ---------------- | ----------------------------------------------------------------- |
| 2008 | Non c'è tempo per morire | Devil May Care   | Uscito il 28 maggio 2008, cento anni dalla nascita di Ian Fleming |

### Jeffery Deaver
Nel 2010 la Ian Fleming Publications ha annunciato che sarebbe stato Jeffery Deaver il nuovo autore per 007. L'autore era stato premiato qualche anno prima con il prestigioso CWA Ian Fleming Steel Dagger, sponsorizzato dalla stessa casa editrice. Il libro è uscito il 26 maggio ed è intitolato Carta bianca (Carte Blanche).
| Anno | Titolo italiano | Titolo originale | Note |
| ---- | --------------- | ---------------- | ---- |
| 2011 | Carta bianca    | Carte Blanche    | 2011 |

### William Boyd
Il 2013 è l'anno del pluripremiato William Boyd per scrivere una nuova avventura di 007. L'autore aveva usato Ian Fleming come personaggio di un suo precedente romanzo (Ogni cuore umano). Nel romanzo 007 ha da poco festeggiato i quarantacinque anni, quando viene chiamato per fermare una guerra civile nello Zanzarim (stato fittizio dell'Africa Occidentale).
| Anno | Titolo italiano | Titolo originale | Note |
| ---- | --------------- | ---------------- | ---- |
| 2013 | Solo            | Solo             | 2013 |

### Anthony Horowitz
Ormai intrapresa la soluzione di affidare a diversi romanzieri i nuovi capitoli della saga, nel 2014 la Ian Fleming Publications annunciò il nome di Anthony Horowitz per un romanzo che è stato pubblicato l'8 settembre 2015. Alcune mesi prima dell'uscita comunicò il titolo Trigger mortis e la presenza di Pussy Galore tra i personaggi della sua avventura. Per l'autore si è trattato nuovamente di portare in vita un mito della letteratura inglese dato che già aveva scritto un sequel ufficiale delle avventure di Sherlock Holmes. Il 31 maggio 2018 esce il nuovo libro Forever and a day a sua volta prequel di Casinò Royale. Nel romanzo James Bond ottiene lo status di Doppio 0, al posto del collega 007 ucciso in circostanze sospette a Marsiglia.
- Trigger Mortis (2015)
- Forever and a Day (2018)
- With a Mind to Kill (2022)

### Le altre serie di 007

#### James Bond Jr. 003 1/2

##### R.D. Mascott
Già nel 1967 la Glidrose prova a pubblicare un'avventura bondiana per un pubblico di ragazzini. Affida così a un autore, che si firma con lo pseudonimo R.D. Mascott, la stesura delle avventure di un giovane nipote di James Bond. Secondo alcune voci, dietro questa firma, si nasconderebbe l'autore di libri per ragazzi Arthur Calder-Marshall. Il libro non ebbe un gran successo e la linea giovanile si svilupperà meglio più avanti con la saga di Young Bond.
- Le avventure di James Bond Jr. 003 1/2 (003½: The Adventures of James Bond Junior; 1967)

#### SerieYoung Bond

##### Charlie Higson
Dopo la serie di Raymond Benson la Ian Fleming Publications decise di provare alcune strade parallele per la serie letteraria. Sulla via del successo delle avventure di Harry Potter, affidò al romanziere britannico Charlie Higson il progetto di una serie sul giovane James Bond ai tempi di quand'era studente a Eton e non ancora agente segreto.
| Anno | Titolo italiano             | Titolo originale                       | Note                                                           |
| ---- | --------------------------- | -------------------------------------- | -------------------------------------------------------------- |
| 2005 | Silverfin. Missione segreta | SilverFin                              | ISBN 0-14-131859-7                                             |
| 2006 | Sete di sangue              | Bloodfever                             | ISBN 0-14-131860-0                                             |
| 2007 | Spara o muori               | Double or Die                          | ISBN 0-14-132203-9                                             |
| 2007 |                             | Hurricane Gold                         | ISBN 0-14-138391-7                                             |
| 2008 |                             | By Royal Command                       | ISBN 0-14-138451-4                                             |
| 2008 |                             | SilverFin: The Graphic Novel           | ISBN 978-0-14-132253-7 (con Kev Walker)                        |
| 2009 |                             | Danger Society: The Young Bond Dossier | ISBN 978-0-14-132768-6 (autore del racconto incluso nel libro) |

##### Steve Cole
Dato il successo della serie di Higson sul giovane James Bond, nel 2014 affidano a Steve Cole il compito di proseguire su quel cammino.
| Anno | Titolo italiano | Titolo originale | Note                   |
| ---- | --------------- | ---------------- | ---------------------- |
| 2014 |                 | Shoot to kill    | ISBN 978-0-85753-373-9 |
| 2016 |                 | Heads you Die    | ISBN                   |
| 2016 |                 | Strike Lightning | ISBN                   |
| 2017 |                 | Red Nemesis      | ISBN                   |

#### La serieThe Moneypenny Diaries

##### Kate Westbrook
Parallelamente alla serie Young Bond, la Ian Fleming Publications segue la produzione di una serie da un punto di vista più femminile. Affida così alla scrittrice Samantha Weinberg, che si firmerà con lo pseudonimo Kate Westbrook, i Diari di Moneypenny. Miss Moneypenny è uno dei personaggi inventati da Ian Fleming e più precisamente è la segretaria di M, il capo dei servizi segreti britannici, perennemente attratta da 007. È stata portata sullo schermo per i primi quattordici film della saga dell'agente segreto dall'attrice canadese Lois Maxwell (1927-2007).
| Anno | Titolo italiano | Titolo originale                       | Note     |
| ---- | --------------- | -------------------------------------- | -------- |
| 2005 |                 | The Moneypenny Diaries: Guardian Angel |          |
| 2006 |                 | For Your Eyes Only, James              | Racconto |
| 2006 |                 | Secret Servant                         |          |
| 2008 |                 | Final Fling                            |          |

#### Sezione 00
Nel 2022 la Ian Fleming Publications ha affidato all'autrice Kim Sherwood la produzione di una serie con protagonisti gli altri agenti della sezione 00 in un periodo in cui James Bond è misteriosamente scomparso. Il primo titolo, inedito in Italia, della serie è Double or Nothing.

## Il mondo di Bond

### I servizi segreti britannici

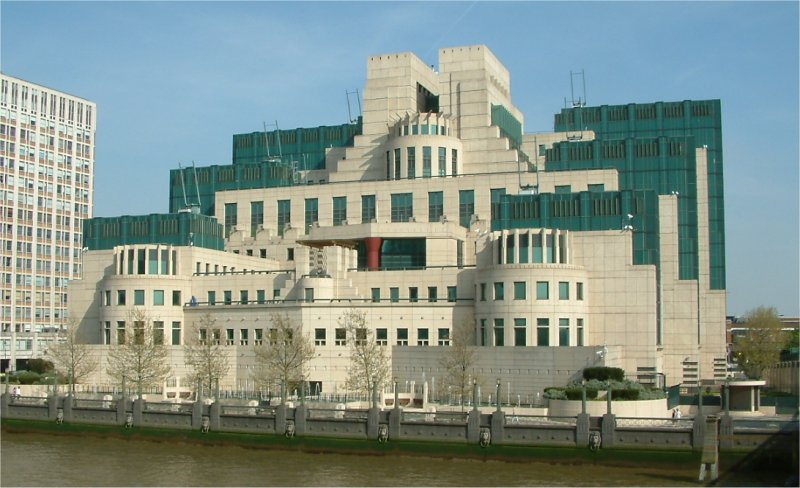
La sede del Secret Intelligence Service a Vauxhall Bridge, Londra

Bond lavora per l'MI6, i servizi segreti militari del Regno Unito. Nella maggior parte dei romanzi e film la sede del SIS si trova nei pressi di Regent's Park, celata come sede della Universal Exports ltd., società di import-export. A partire da GoldenEye la sede del servizio è quella reale e non più segreta nei pressi di Vauxhall Bridge.
All'interno del servizio, chi occupa una carica burocratica è designato con una lettera: M è il superiore diretto di James Bond. Il nome M deriva dall'iniziale del nome del primo capo dell'MI6, Sir Mansfield Smith-Cumming; Q, che sta per Quartermaster, ovvero il maggiore Goeffrey Boothroyd, che si occupa di quella branca tecnologica dell'organizzazione impegnata a sviluppare gli immancabili gadget di cui 007 non può fare a meno. Miss Moneypenny è la prima e unica segretaria di M, che Bond incontra tutte le volte che capita in ufficio e con la quale finisce sempre per civettare, prendendola e venendo preso in giro. Altri impiegati del servizio segreto britannico sono il capo di stato maggiore di M, Bill Tanner, uno dei più fidati amici di Bond, presente sia nei romanzi sia nei film; Anne Reily, detta "Q'uete" (traducibile in italiano con Q'arina), assistente di Q in alcuni romanzi di Gardner; il medico del servizio in quasi tutti i romanzi, Sir James Molony, che si prende cura di 007 dopo gli avvenimenti di Al servizio segreto di sua Maestà e in innumerevoli altre occasioni; infine le segretarie di James Bond: dapprima Loelia Ponsonby a cui, sposatasi, succede Miss Mary Goodnight che, trasferitasi nella sede SIS della Giamaica, reincontra Bond quando questi vi viene inviato per risolvere la questione Scaramanga in L'uomo dalla pistola d'oro, e infine Helena Marksbury, con la quale Bond vive un'inevitabile storia d'amore.
Chi si trova ad affiancare Bond in un'indagine di solito muore. Una curiosa eccezione è quella dell'agente della CIA Felix Leiter, che spesso è stato «il supporto mandato ad aiutare Bond» nei romanzi e al cinema. Felix Leiter nei film è stato interpretato da più attori di fisionomia diversissima, finché "uno dei cattivi" (in Vendetta privata) ha deciso di gettarlo in pasto agli squali, come Ian Fleming aveva immaginato nel romanzo Vivi e lascia morire. Al momento di trarne il film si era preferito soprassedere per l'eccessiva violenza della scena. Leiter è sopravvissuto restando affetto da handicap. In Casino Royale è tornato in versione afroamericana. Il personaggio muore in No Time To Die.
Fra i collaboratori ricorrenti di Bond si può annoverare anche René Mathis, agente segreto francese che trova la sua prima apparizione sul grande schermo solo in Casino Royale, sebbene appaia spesso nei romanzi. René Mathis trova la morte in Bolivia per mano dell'organizzazione criminale Quantum nel successivo film Quantum of Solace. In entrambi i film Mathis è impersonato dall'attore italiano Giancarlo Giannini.

### I nemici
Il principale nemico di 007 era inizialmente lo SMERŠ, una sezione dei servizi segreti sovietici (del NKVD, prima e del MVD, poi) incaricata di eliminare le spie occidentali e i nemici del comunismo. Come organizzazione avversaria di Bond nei romanzi lo SMERSH venne sostituito dalla SPECTRE, una potente organizzazione criminale comandata da Ernst Stavro Blofeld, famoso soltanto nei film per il suo gatto bianco. Nei primi film il suo volto era tenuto volutamente in ombra.
A causa di svariati problemi legali la EON Productions per un lungo periodo non ha avuto i diritti per utilizzare nei propri film la SPECTRE e i personaggi a essa legati. Nell'impossibilità di utilizzare Blofeld e la SPECTRE, la EON Productions da Solo per i tuoi occhi è costretta a inventarsi nuovi nemici per Bond, che da allora affronta così terroristi internazionali, trafficanti d'armi, ricchi signori dei media degenerati e numerosi altri. I nemici di Bond rientrano quasi sempre in un determinato cliché (svelano il loro piano a Bond per narcisismo, catturano ma non uccidono il protagonista e così via) e si accompagnano a curiosi guardaspalle e bellissime donne che, il più delle volte, finiranno per tradirli preferendo loro il fascino di Bond.

### LeBond girl
(Da Al servizio segreto di sua maestà di Ian Fleming)
Le bond girl sono una delle caratteristiche portanti della serie cinematografica e in genere Bond riesce a sedurne almeno due a episodio per poi trovarsi solo con l'ultima in ordine di apparizione in teneri atteggiamenti alla fine del racconto.
James Bond è nel linguaggio comune sinonimo di seduttore impagabile, ma anche lui nella sua lunga carriera ha incontrato donne che gli hanno cambiato per sempre la vita. La prima è Vesper Lynd, la seconda la contessa Teresa Di Vicenzo. La morte tragica di entrambe segnerà per sempre la vita di Bond. L'unica bond girl ad aver avuto un figlio da Bond è stata Kissy Suzuki, morta di cancro alle ovaie anni dopo la relazione con Bond. Nei film anche personaggi come Paris Carver, sua ex-fidanzata, e Camille Montes, che in parte riesce a fargli accettare il passato, suscitano in Bond sentimenti profondi.

### I gadget di 007
La tecnologia più usata dall'agente segreto, in elegante vestito da sera, anche emblema del suo mandato con licenza di uccidere, è per forza la pistola, come risulta anche nello stemma 007 della produzione cinematografica, e quasi sempre presente nelle locandine dei film. La pistola è una fornitura del Maggiore Q, il capo tecnico della branca della MI6 che si occupa di sviluppare gli armamenti speciali e i gadget per gli agenti della sezione 00, dunque anche per Bond. 
L'arma di 007 è stata principalmente una Walther PPK in calibro 7,65, anche se poi Sean Connery userà effettivamente una Walther PP (in calibro 9 Corto) per i set cinematografici, benché all'origine dei primi romanzi, la pistola era una Beretta in calibro 6,35 mm (probabile Mod. 418 o 950 B), che Bond nel primo film restituisce a Q in cambio della nuova scelta la PPK, ma che in quel caso restituisce effettivamente una Beretta 34 sempre in 9 Corto. In effetti è difficile stabilire una cronologia delle pistole usate dall'agente 007 e mostrate nelle varie locandine e campagne di pubblicità, in quanto ne compaiono diverse, tra cui anche altre tre Walther, una P5, una P99 e una LP53 (ad aria compressa).
E come altro gadget imprescindibile di Bond 007, c'è l'autovettura in dotazione, con tutti i vari trucchi che contiene. Ad esempio, della Aston Martin DB5 utilizzata per le riprese di Goldfinger, la casa costruttrice concesse due prototipi ufficiali, uno dei quali fu attrezzato con gli effetti speciali che poi valsero il premio Oscar a John Stears; entrambe usavano una targa con la sigla formata dalle iniziali di James Bond e dal numero finale 007 (JB:Z6:007). Varie altre auto e tanti mezzi di trasporto stravaganti, sono stati usati dall'agente segreto, ma soprattutto molte Aston Martin inglesi.

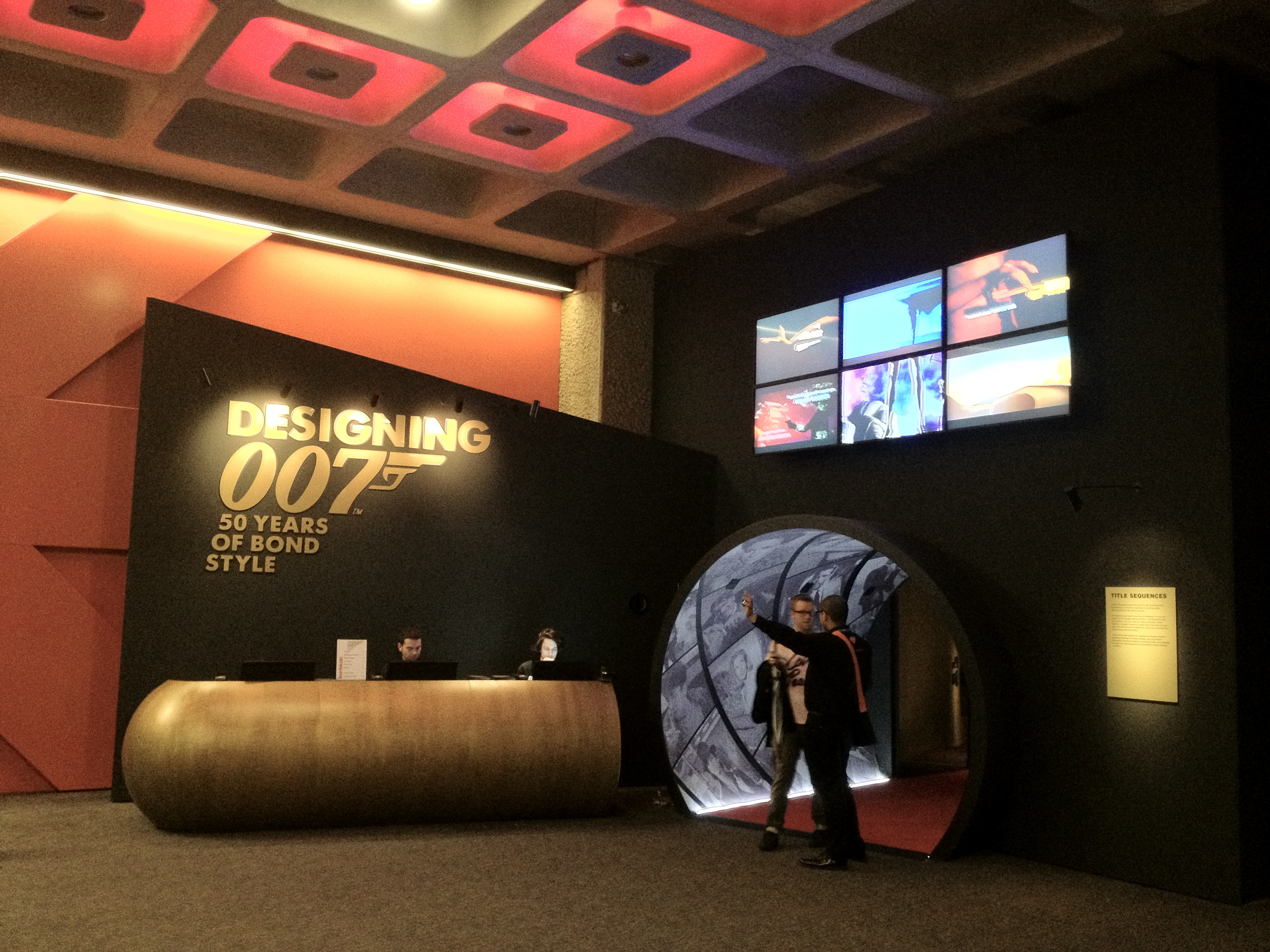
007 stemma con pistola
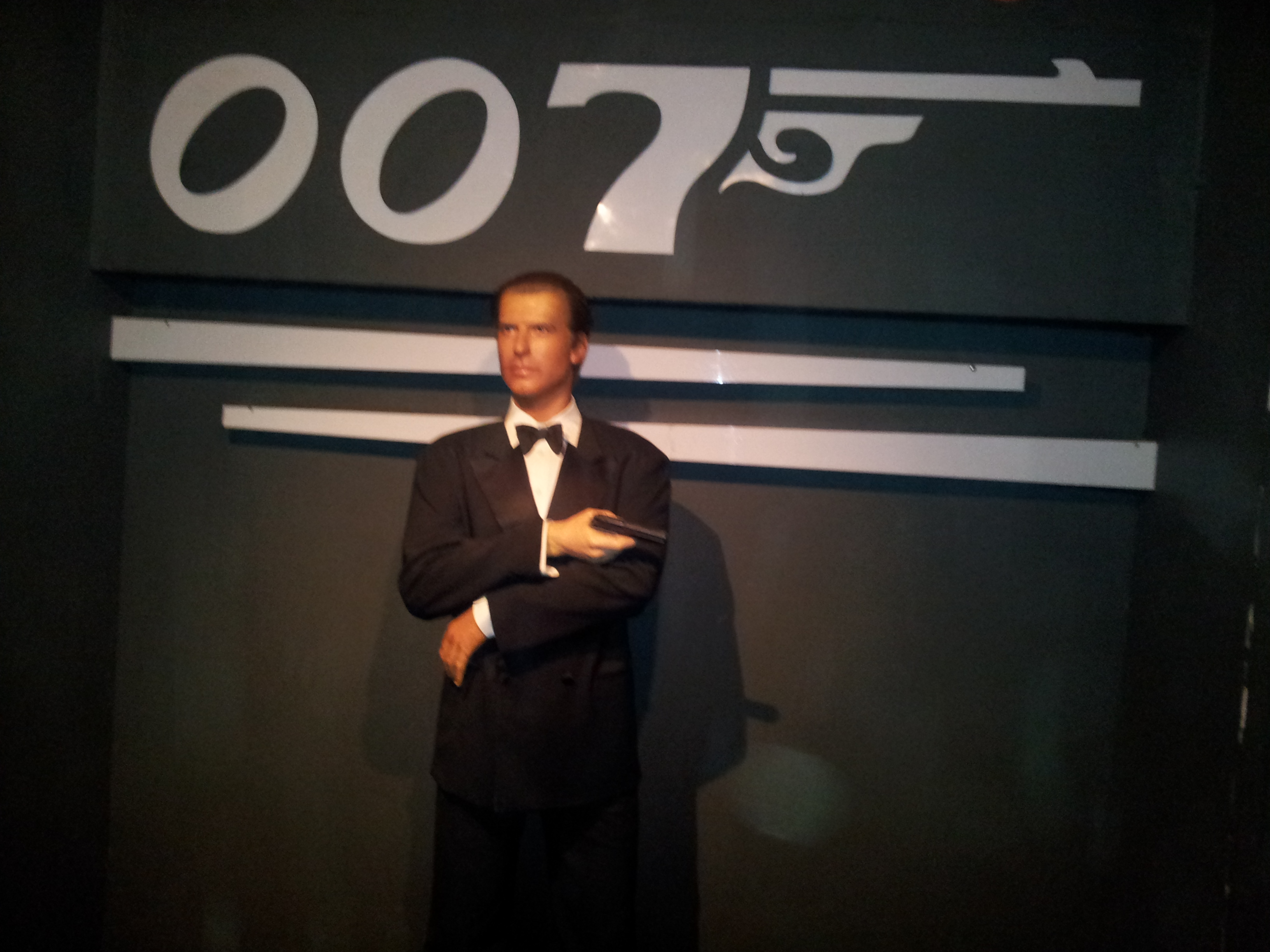
007 con PPK
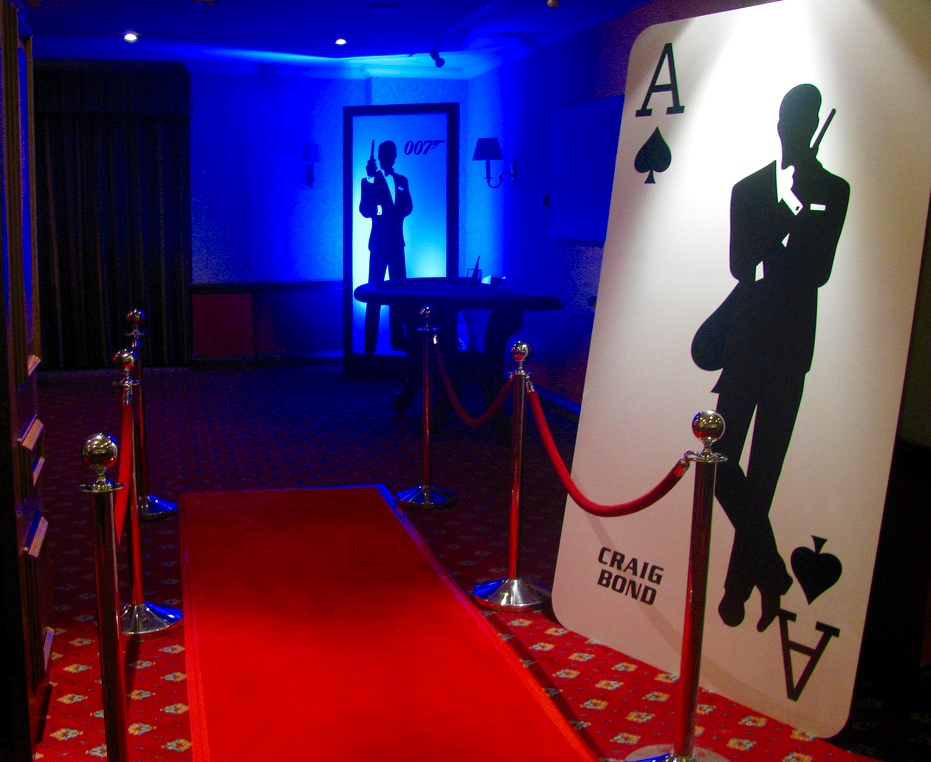
Locandine e stemma BOND 007
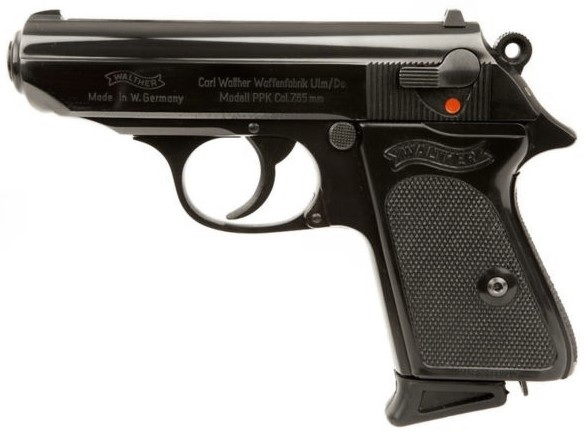
Walther PPK
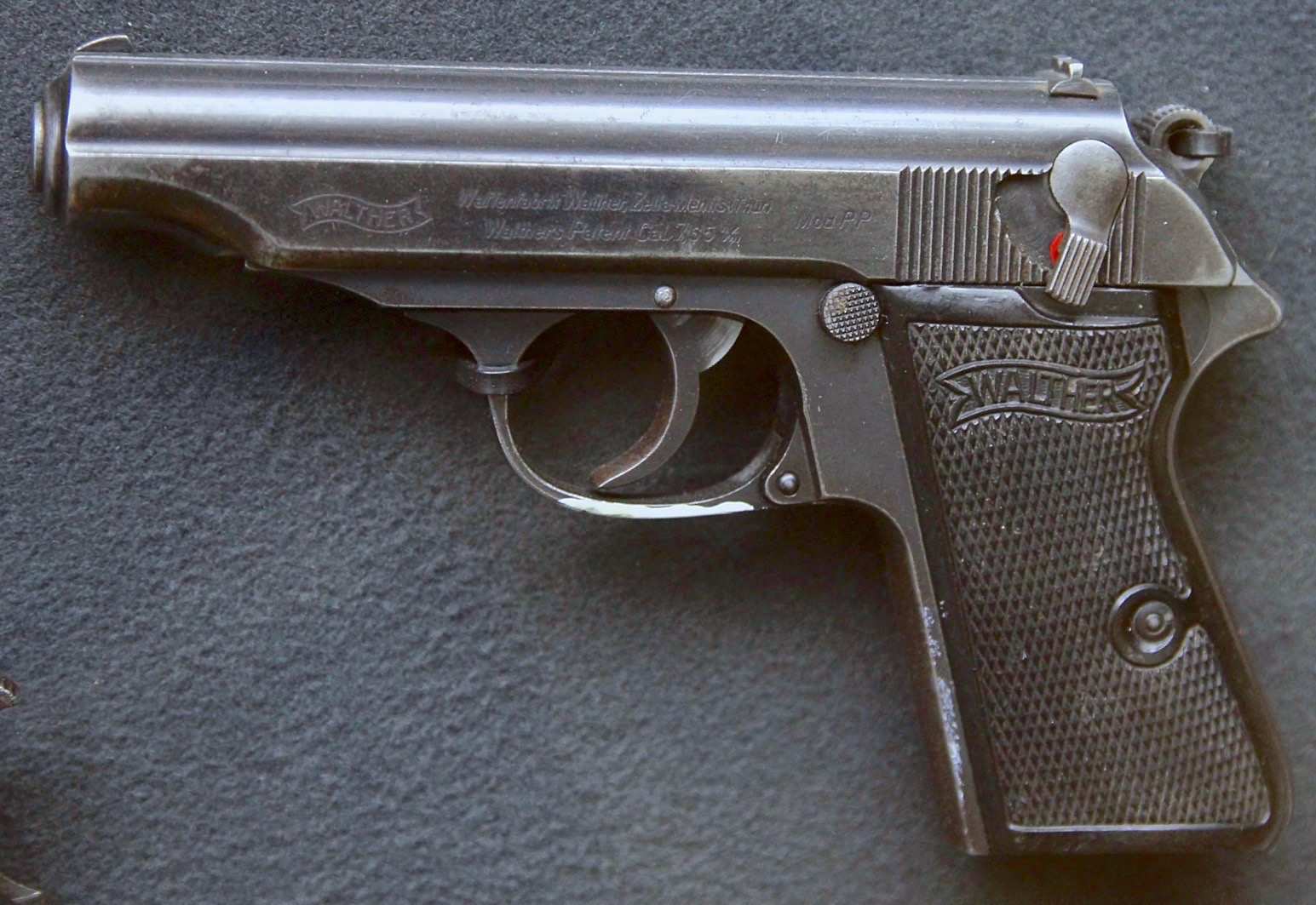
Walther PP
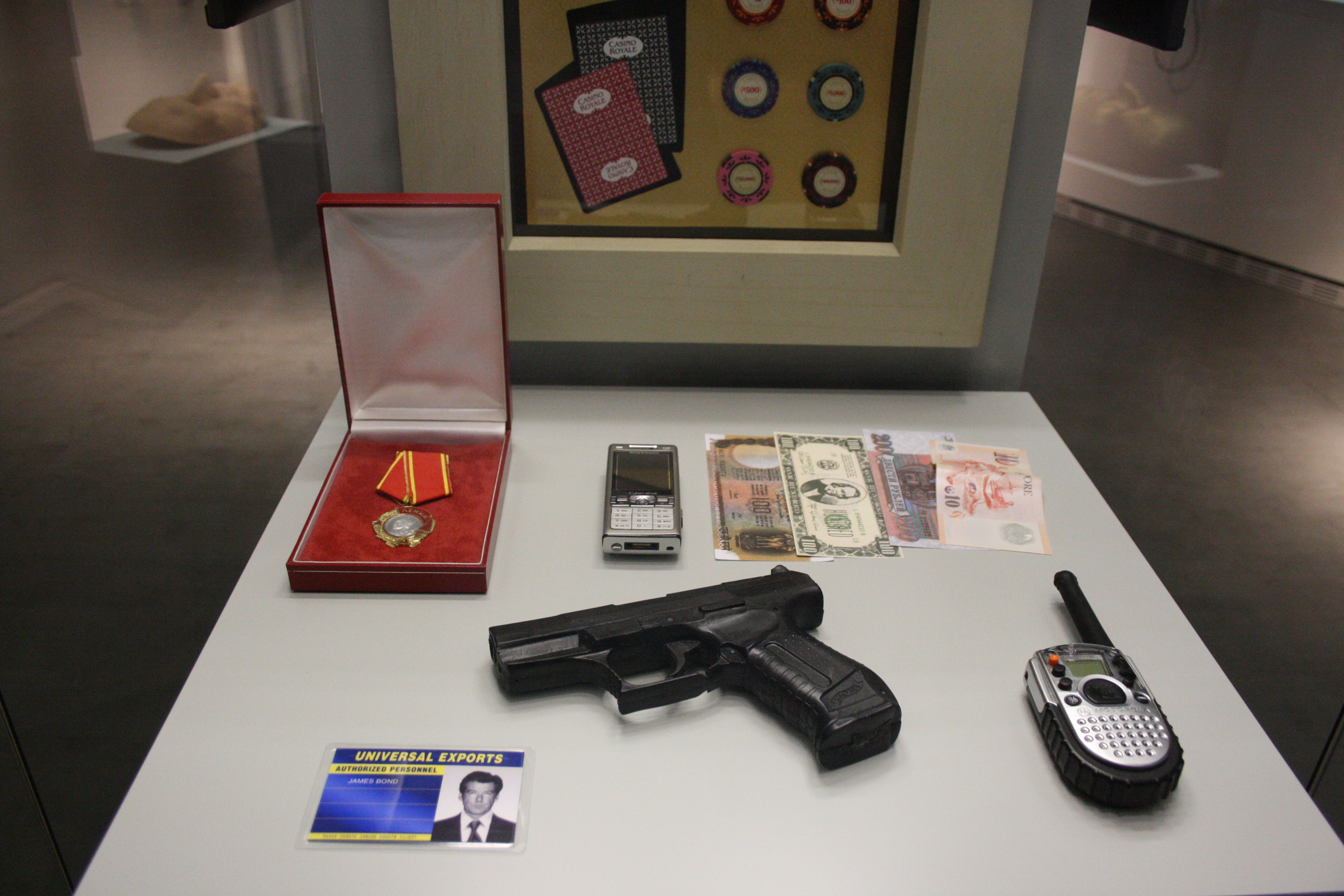
vari gadget
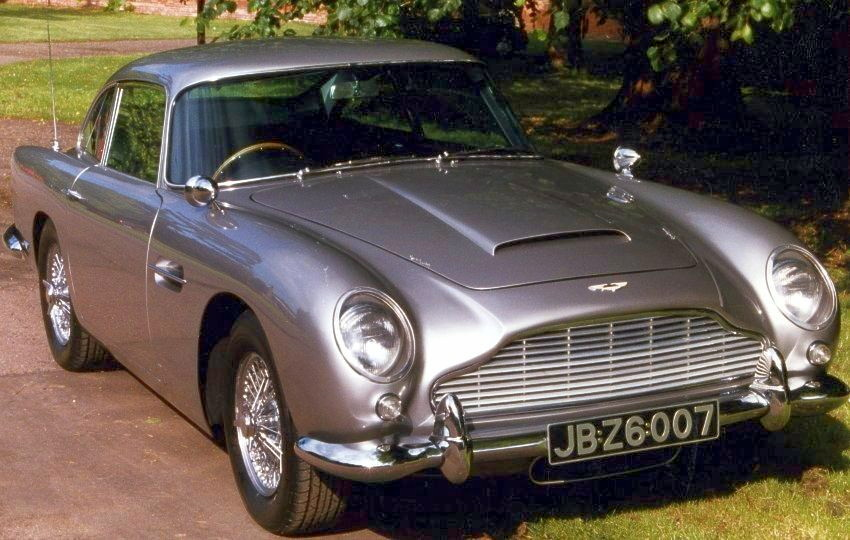
La DB5 usata nelle riprese del film Goldfinger
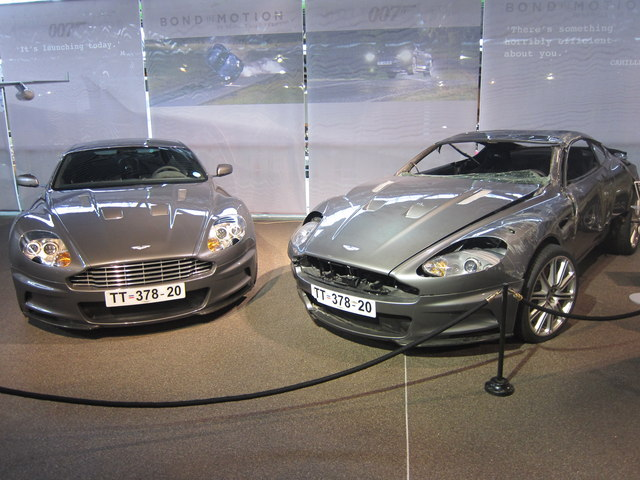
Altre Aston Martin di James Bond
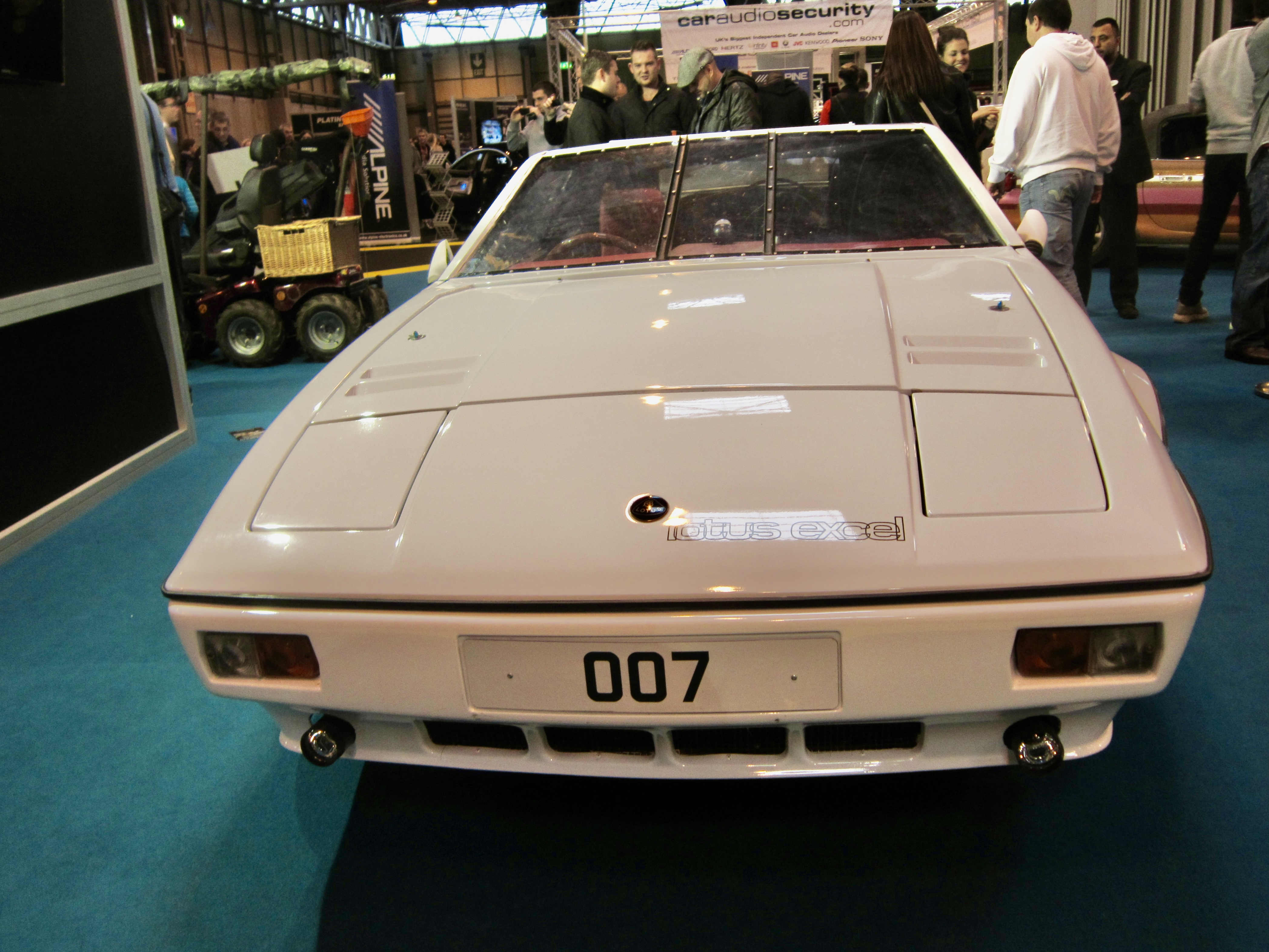
L'auto sottomarina
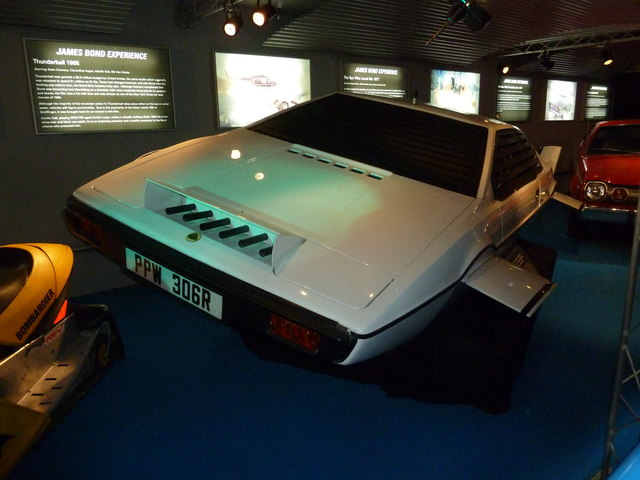
Auto sottomarina

## Cinema

### Gli interpreti di James Bond al cinema
James Bond ha avuto sul grande schermo i volti di diversi attori. L'interpretazione rimasta nella memoria collettiva è sicuramente quella dell'attore scozzese Sean Connery, che interpretò il personaggio di Fleming nei primi cinque film, finché non se ne ritenne stanco e divenne un problema per la produzione scritturarlo.
George Lazenby, il secondo 007, fu il protagonista soltanto di Al servizio segreto di Sua Maestà, film che, malgrado una sceneggiatura di ottimo livello (007 vi affronta uno dei suoi nemici più celebri e c'è il breve matrimonio di Bond), non ebbe il successo sperato poiché il ricordo di Connery oscurò la discreta prova d'attore di Lazenby.
Dopo l'effimero ritorno di Connery nel film successivo, il personaggio passa a Roger Moore, che lo interpretò ben sette volte dal 1973 al 1985, dandone un'interpretazione molto ironica, elegante e carismatica, sulla falsariga di quella della serie Simon Templar e riuscendo a sua volta a far amare il personaggio sin da subito tanto quanto il primo interprete. Ancor oggi è considerato assieme a Sean Connery il massimo momento di successo della spia inglese.
Al contrario di Moore, il successore Timothy Dalton era stato scritturato per tre film ma ne ha interpretati solo due: Zona pericolo (1987) e Vendetta privata (1989), il quindicesimo e il sedicesimo capitolo del franchise. Il ritratto del Bond di Dalton era più cupo e più serio: l’attore infatti ha spinto per una rinnovata enfasi sul realismo crudo dei romanzi di Ian Fleming invece di trame fantasy e umorismo.
Dopo due soli film, la serie subì un'interruzione di diversi anni e Dalton perse la voglia di riprendere il ruolo; consegnò allora il testimone a Pierce Brosnan, che nei suoi quattro film di enorme successo, dal 1995 al 2002, si avvicinò a Connery, che ammirava tantissimo, come ispirazione del suo Bond.
Dal 2006 Bond è stato interpretato da Daniel Craig, che con Casino Royale, Quantum of Solace, Skyfall e Spectre fa ricominciare da zero la serie, creando un nuovo Bond, più realistico e cupo, non invincibile ma anche più serio e violento. Dopo aver girato Spectre, in una intervista a Time Out, ha espresso esplicitamente la sua intenzione di non proseguire: ma nel 2017, a due anni da quella che avrebbe dovuta essere la sua ultima interpretazione, Craig ha cambiato idea dicendo "questo lavoro mi diverte e se posso lo farò ancora". I produttori Barbara Broccoli e Michael G. Wilson avevano infatti offerto all'attore inglese un contratto per altri due film della serie, con un ingaggio vicino ai 150 milioni di dollari.
Dopo alcuni rinvii anche causa COVID, è uscito l'ultimo film, No Time to die, nelle sale dal 30 settembre 2021.
Un'opera con cui Craig ha chiuso per sempre l'esperienza e con cui è diventato il più longevo titolare del ruolo - interpretandolo in modo continuativo per 15 anni - nonché il terzo, dopo Moore e Connery, per capitoli girati.

#### Doppiatori italiani
Nell'edizione italiana dei film di 007, l'attore protagonista è stato doppiato inizialmente da Pino Locchi, che detiene il record di pellicole e di interpreti: infatti ha prestato la sua calda e inconfondibile voce a Sean Connery, George Lazenby e Roger Moore, per un totale di quattordici film ufficiali, cui va poi aggiunto Mai dire mai, film apocrifo del 1983.
Il Bond di Timothy Dalton ha invece la voce di Michele Gammino, mentre quello impersonato da Pierce Brosnan è stato doppiato da Luca Ward. Infine è di Francesco Prando la voce dell'ultimo 007, Daniel Craig.

### Filmografia
| No | Titolo italiano                                | Titolo originale                | Anno | James Bond     | Box-Office ($) | Budget      | Box-Office adeguato ($) |
| -- | ---------------------------------------------- | ------------------------------- | ---- | -------------- | -------------- | ----------- | ----------------------- |
| 1  | Agente 007 - Licenza di uccidere               | Dr. No                          | 1962 | Sean Connery   | 59 600 000     | 1 000 000   | 407 135 099             |
| 2  | A 007, dalla Russia con amore                  | From Russia with Love           | 1963 | Sean Connery   | 78 900 000     | 2 500 000   | 531 930 392             |
| 3  | Agente 007 - Missione Goldfinger               | Goldfinger                      | 1964 | Sean Connery   | 124 900 000    | 3 500 000   | 831 189 354             |
| 4  | Agente 007 - Thunderball (Operazione tuono)    | Thunderball                     | 1965 | Sean Connery   | 141 200 000    | 11 000 000  | 924 747 936             |
| 5  | Agente 007 - Si vive solo due volte            | You Only Live Twice             | 1967 | Sean Connery   | 111 600 000    | 9 500 000   | 689 313 772             |
| 6  | Agente 007 - Al servizio segreto di Sua Maestà | On Her Majesty's Secret Service | 1969 | George Lazenby | 87 400 000     | 7 000 000   | 491 297 547             |
| 7  | Agente 007 - Una cascata di diamanti           | Diamonds Are Forever            | 1971 | Sean Connery   | 116 000 000    | 7 200 000   | 590 883 950             |
| 8  | Agente 007 - Vivi e lascia morire              | Live and Let Die                | 1973 | Roger Moore    | 161 800 000    | 7 000 000   | 751 786 936             |
| 9  | Agente 007 - L'uomo dalla pistola d'oro        | The Man with the Golden Gun     | 1974 | Roger Moore    | 97 600 000     | 7 000 000   | 408 415 415             |
| 10 | La spia che mi amava                           | The Spy Who Loved Me            | 1977 | Roger Moore    | 185 400 000    | 14 000 000  | 631 155 445             |
| 11 | Moonraker - Operazione spazio                  | Moonraker                       | 1979 | Roger Moore    | 210 300 000    | 34 000 000  | 597 588 016             |
| 12 | Solo per i tuoi occhi                          | For Your Eyes Only              | 1981 | Roger Moore    | 195 300 000    | 28 000 000  | 443 238 613             |
| 13 | Octopussy - Operazione piovra                  | Octopussy                       | 1983 | Roger Moore    | 187 500 000    | 27 500 000  | 388 365 963             |
| 14 | 007 - Bersaglio mobile                         | A View to a Kill                | 1985 | Roger Moore    | 152 400 000    | 30 000 000  | 292 194 423             |
| 15 | 007 - Zona pericolo                            | The Living Daylights            | 1987 | Timothy Dalton | 191 200 000    | 40 000 000  | 347 223 239             |
| 16 | 007 - Vendetta privata                         | Licence to Kill                 | 1989 | Timothy Dalton | 156 200 000    | 42 000 000  | 259 871 451             |
| 17 | GoldenEye                                      | GoldenEye                       | 1995 | Pierce Brosnan | 353 400 000    | 60 000 000  | 478 388 582             |
| 18 | Il domani non muore mai                        | Tomorrow Never Dies             | 1997 | Pierce Brosnan | 346 600 000    | 110 000 000 | 445 505 171             |
| 19 | Il mondo non basta                             | The World Is Not Enough         | 1999 | Pierce Brosnan | 390 000 000    | 135 000 000 | 482 935 174             |
| 20 | La morte può attendere                         | Die Another Day                 | 2002 | Pierce Brosnan | 457 000 000    | 142 000 000 | 522 917 176             |
| 21 | Casino Royale                                  | Casino Royale                   | 2006 | Daniel Craig   | 594 600 000    | 140 000 000 | 608 148 153             |
| 22 | Quantum of Solace                              | Quantum of Solace               | 2008 | Daniel Craig   | 586 090 000    | 230 000 000 | 586 090 000             |
| 23 | Skyfall                                        | Skyfall                         | 2012 | Daniel Craig   | 1 108 300 000  | 200 000 000 | 1 108 300 000           |
| 24 | Spectre                                        | Spectre                         | 2015 | Daniel Craig   | 880 674 609    | 250 000 000 | 880 674 609             |
| 25 | No Time to Die                                 | No Time to Die                  | 2021 | Daniel Craig   | 758 128 117    | 300 000 000 | 774 140 993             |

### Film non ufficiali
Non tutti i film che hanno avuto James Bond come protagonista sono stati prodotti dalla famiglia Broccoli e quelli al di fuori di questa categoria sono considerati in qualche modo "apocrifi" rispetto ai film "ufficiali", che vorrebbero in teoria narrare una continuity coerente.
Tra quelle non ufficiali si segnalano tre pellicole: Casino Royale del 1954, episodio della serie antologica Climax! con Barry Nelson, James Bond 007 - Casino Royale del 1967, film parodia con David Niven, e Mai dire mai del 1983, un remake apocrifo di Thunderball, che fu realizzato dopo lunghe e complesse vicende legali e che vide Sean Connery nuovamente nel ruolo che aveva interpretato l'ultima volta dodici anni prima.
Il motivo per cui questi film sono stati resi possibili è dato dal fatto che nel 1954, subito dopo aver scritto e pubblicato il suo primo romanzo Casino Royale, Ian Fleming vendette i diritti del primo libro per autorizzarne un film per la televisione. I diritti del romanzo sono poi passati a Charles Feldman che tentò di produrre un film con la casa di produzione EON; poiché le due parti non riuscirono a giungere a un accordo e Sean Connery rifiutò il ruolo dell'agente segreto in un film "non ufficiale" a causa della sua collaborazione passata con EON, Feldman decise di produrre un film parodia, convinto di non poter competere contro la serie ufficiale. Solo nel 2006, 53 anni dopo la pubblicazione del romanzo, EON è riuscita ad acquisire i diritti di Casino Royale e trasporlo cinematograficamente.
Per quanto riguarda Thunderball, Kevin McClory prese parte a lunghe questioni legali poiché aveva dichiarato di essere l'autore della storia che Fleming avrebbe poi rielaborato per la stesura del romanzo. Sebbene in un primo momento McClory e EON riuscirono ad andare d'accordo e a produrre insieme il film su Thunderball nel 1965, in seguito McClory non acconsentì all'utilizzo della SPECTRE e del personaggio di Ernst Stavro Blofeld, poiché legalmente i personaggi, che nella serie di romanzi apparvero per la prima volta in Thunderball, appartenevano a McClory, che dichiarava di esserne l'autore. Di conseguenza la sceneggiatura del film La spia che mi amava fu cambiata per eliminare Blofeld e sostituirlo con Stromberg. Nel film Solo per i tuoi occhi nella scena iniziale che precede i titoli di apertura, James Bond uccide a sangue freddo un terribile nemico che ricorda moltissimo Blofeld, sebbene per i suddetti motivi legali, non venga fatto il suo nome. Due anni dopo McClory produsse il film Mai dire mai, adattamento abbastanza fedele del libro Thunderball, e negli anni successivi ne scrisse la sceneggiatura per un secondo remake. In Mai dire mai Blofeld è caratterizzato dalla compagnia di un gatto bianco di cui non si fa alcuna menzione nei libri di Fleming. Il gatto fu aggiunto soltanto nella serie cinematografica. Inoltre è curioso che Blofeld sia apparso nei videogiochi GoldenEye: Rogue Agent, GoldenEye Reloaded e 007 Legends, nonostante le varie battaglie legali. Nel 2014 EON è riuscita a riprendere i diritti della SPECTRE e del personaggio di Blofeld dalla famiglia McClory.
| Titolo italiano                | Titolo originale      | Anno | James Bond   | Incasso al botteghino ($) |
| ------------------------------ | --------------------- | ---- | ------------ | ------------------------- |
| James Bond 007 - Casino Royale | Casino Royale         | 1967 | David Niven  | 44.400.000                |
| Mai dire mai                   | Never Say Never Again | 1983 | Sean Connery | 160.000.000               |

## Televisione
- Casino Royale (Casino Royale) - episodio 1x03 della serie Climax! (1954)
- Fleming - Essere James Bond (Fleming: The Man Who Would Be Bond) - miniserie TV, 4 episodi (2014)

## Spin-off
- James Bond Junior (James Bond Jr.) - il protagonista è il nipote del famoso agente segreto. La serie è uno spin-off della saga dei film di James Bond - serie animata, 65 episodi da 24 minuti ciascuno (1991-1992); sono infatti presenti personaggi (soprattutto nemici) della saga di Ian Fleming.

## Videogiochi
- Nel 1983, la Parker Brothers sviluppa e pubblica il primo videogioco ispirato alla serie, pubblicato per Atari 2600, Atari 5200, Atari 800, Commodore 64, ColecoVision. Da allora, sono stati prodotti numerosi titoli basati sui film o utilizzando trame originali.
- Tuttavia i videogiochi della serie Bond devono attendere il 1997 con il rivoluzionario GoldenEye 007 della Rare per Nintendo 64 per raggiungere il successo. Da allora praticamente ogni videogioco Bond ha tentato di copiare le caratteristiche di GoldenEye 007, ottenendo un buon successo, arrivando sino a GoldenEye: Rogue Agent, che aveva poco a che fare sia con il videogioco originale sia con l'omonimo film.
- Nel 1999, dopo l'acquisizione della licenza, Electronic Arts ha pubblicato otto titoli, cinque dei quali sono storie originali, tra cui il popolare Everything or Nothing, che si staccò dalla tendenza sparatutto in prima persona e si caratterizzò anche includendo ben noti attori tra cui Willem Dafoe, Judi Dench, John Cleese, oltre a Pierce Brosnan nei panni di James Bond. Nel 2005 Electronic Arts ha pubblicato un videogame adattato dal film con lo stesso nome, Dalla Russia con amore, divenendo il secondo gioco basato su un film di Bond con Sean Connery e il primo a mostrare un Bond con le sembianze di Sean Connery. Il primo videogioco in assoluto era un'avventura testuale del film Missione Goldfinger uscita nel 1980.
- James Bond doveva essere un personaggio giocabile nel videogioco del 2001 Super Smash Bros. Melee, tuttavia è stato scartato dal produttore della serie Masahiro Sakurai per l'utilizzo di armi da fuoco realistiche, che andavano in contrasto agli attacchi degli altri personaggi, che utilizzavano uno stile più cartoonesco.[senza fonte]
- Nel 2006 Activision ottiene la licenza per creare i nuovi giochi della serie Bond, divenendo esclusiva nel settembre 2007. Nel 2008 viene pubblicato Quantum of Solace che unisce le vicende dei film Casino Royale e Quantum of Solace.
- Viene poi pubblicato anche un altro videogioco di Bond chiamato James Bond 007: Blood Stone, che non riprende le vicende di nessuna versione letteraria o cinematografica precedentemente pubblicata. Bond viene impersonato da Daniel Craig.
- Nel 2010 Activision pubblica per Wii e Nintendo DS GoldenEye 007, remake dell'omonimo videogioco del 1997. Ci sono diversi cambiamenti, il più notevole di questi è Bond impersonato da Daniel Craig, invece che da Pierce Brosnan, l'attore nel gioco originale e nell'omonimo film. Nel novembre 2011 è stata annunciata la pubblicazione dello stesso gioco in HD per Xbox 360 e PlayStation 3.
- Esce nel 2012 James Bond: 007 Legends.

## Giochi di ruolo
Nel 1982 la Avalon Hill ottenne la licenza per la pubblicazione di un gioco di ruolo basato su James Bond sia dalla Danjaq S.A./EON Productions, che deteneva i diritti cinematografici, sia dalla Glidrose Publications, che deteneva quelli letterari, e nel 1983 pubblicò James Bond 007: Role-Playing In Her Majesty's Secret Service di Gerry Klug, che divenne il più popolare gioco di ruolo di spionaggio. Nonostante il successo, l'Avalon Hill non rinnovò la licenza nel 1987 e il gioco uscì di produzione.

## Citazioni e omaggi
- Nel 1980 una variazione del personaggio, Big Jim 004, appare nella linea di action figure Big Jim della Mattel, prodotto su licenza dalla CIPSA messicana. Il personaggio si chiama 007 e tra le sue "facce" di ricambio, compare anche una maschera ispirata al volto dell'attore Roger Moore. La serie per cui esce porta il nome James Bond Agente 007 e comprende anche i personaggi di Boris e Professor Obb. Sono omaggi al celebre agente segreto anche i personaggi di Big Jim 004 e Big Jim Agente Segreto così come l'intera linea Spy, prodotta tra il 1979 e il 1980, dovuta al successo cinematografico dei film con protagonista Roger Moore[33].
- Un omaggio al famoso agente segreto britannico, con il nome di Symour Goldfarb, compare nel film del 1981 La corsa più pazza d'America di Hal Needham, in cui è anche lui in corsa a bordo della sua Aston Martin DB5 truccata; il personaggio è interpretato proprio da Roger Moore.
- Un omaggio al personaggio viene fatto nel romanzo Dracula cha cha cha del 1998, di Kim Newman, dove compare con il nome Hamish Bond (Hamish è l'equivalente scozzese di James) ed è un vampiro.
- Il 24 febbraio 2013, durante la Notte degli Oscar per il 50º anniversario dalla prima apparizione di James Bond al cinema, l'Academy ha voluto rendere omaggio con un filmato di pochi minuti montato con scene tratte dai film ufficiali di 007, la serie più longeva della storia del cinema; inoltre, sempre durante lo show, la cantante Shirley Bassey è stata invitata a cantare il suo classico Goldfinger, probabilmente la canzone più famosa della serie, mandando in visibilio le star internazionali intervenute alla cerimonia che hanno dimostrato il loro apprezzamento con una standing ovation.
- In una scena del film Grace di Monaco Alfred Hitchcock (Roger Ashton-Griffiths), discutendo con Grace Kelly (Nicole Kidman) parla di «uno scozzese per il quale Albert Broccoli ha perso la testa», riferendosi proprio all'attore Sean Connery, che interpretava James Bond.
- In una scena del film La Pantera Rosa del 2006 l'ispettore Clouseau incontra l'agente 006. Tra i due c'è il seguente scambio di battute: "Io sono l'agente 006. Sai questo cosa vuol dire?" "Che ti manca un numero per essere Bond?".
- Nei fumetti di Topolino la serie di Bond viene parodiata e omaggiata numerose volte. Nel 1966 viene pubblicata la storia Paperino missione Bob Finger, la cui sceneggiatura richiama la trama di Goldfinger, e in cui Paperino viene nominato "agente Qu-Qu 7". La storia darà inoltre origine alla serie della P.I.A., un filone di storie in cui Paperino e Paperoga operano come agenti segreti al servizio di Paperone e, dotati di fantasiosi gadget realizzati da Archimede, si ritroveranno a fronteggiare numerosi nemici ispirati proprio ai nemici di 007. Nel 1988 viene pubblicata un'altra parodia Disney di Goldfinger, Topolino 007 missione Goldelicius. Nel 2008 ha inizio la saga di DoubleDuck, in cui Paolino Paperino interpreta l'omonimo agente segreto dell'Agenzia e sventa i piani criminali dei gangster più pericolosi al mondo (molti dei quali al soldo dell'Organizzazione); nella serie Paperino cita spesso la frase di introduzione di James Bond e si presenta esclamando "Il mio nome è Duck, DoubleDuck!".
- James Bond viene citato più volte nel videogioco Metal Gear Solid 3: Snake Eater, in modo più specifico durante le chiamate via radio tra il protagonista "Naked Snake" e il suo superiore "Major Zero", che afferma di essere appassionato di film di spionaggio.

### Riferimenti ad eventi reali
Il film Spectre parla di un'organizzazione internazionale di servizi segreti, i "nove occhi". Nella realtà esiste un'organizzazione simile chiamata i "Cinque occhi", di cui fa parte anche il Regno Unito.